# Cebreiro (Käse)
Der Cebreiro ist ein Weichkäse aus Kuhmilch, der in der Provinz Lugo in Galicien hergestellt wird. Das Herstellungsgebiet ist auf die Gemeinden Baleira, Baralla, Becerreá, Castroverde, Cervantes, Folgoso do Caurel, A Fonsagrada, Láncara, Navia de Suarna, As Nogais, Pedrafita do Cebreiro, Samos und Triacastela beschränkt. Er ist seit 2008 ein Produkt mit geschütztem Ursprung.
Im Inventario Español de Productos Tradicionales (Spanisches Verzeichnis traditioneller Erzeugnisse) des spanischen Ministeriums für Landwirtschaft, Fischerei und Ernährung wird der Cebreiro ausführlich behandelt.
Mitte des 18. Jahrhunderts wurden jährlich zwei Dutzend Cebreiros an den portugiesischen Königshof zu Maria Anna Viktoria von Spanien geschickt.